# Primera División de Fútbol Profesional 2012-2013
La Primera División de Fútbol Profesional è il massimo livello del campionato salvadoregno di calcio.
Attualmente la stagione è divisa in due tornei: il torneo di Apertura, che si disputa in autunno, e il torneo di Clausura, che si disputa in primavera. Le prime quattro classificate di ognuno dei due tornei si qualificano ai play-off per l'assegnazione del titolo.
L'ultima squadra della classifica aggregata, ottenuta sommando i punti raccolti nei due campionati di Apertura e Clausura, viene retrocessa in Segunda División. La penultima deve disputare uno spareggio promozione-retrocessione contro la seconda di Segunda División.

## Primera División de El Salvador - 2012/2013
| Squadra          | Città          | Stadio                      | Capienza | Fondazione |
| ---------------- | -------------- | --------------------------- | -------- | ---------- |
| Águila           | San Miguel     | Juan Francisco Barraza      | (10000)  | 1926       |
| Alianza          | San Salvador   | Estadio Cuscatlán           | (45925)  | 1958       |
| Atlético Marte   | San Salvador   | Estadio Cuscatlán           | (45925)  | 1950       |
| FAS              | Santa Ana      | Estadio Óscar Quiteño       | (15000)  | 1947       |
| Isidro Metapán   | Metapan        | Estadio Jorge Calero Suárez | (8000)   | 2000       |
| Luis Ángel Firpo | Usulutan       | Estadio Sergio Torres       | (5000)   | 1923       |
| Once Municipal   | Auachapan      | Estadio Simeon Managa       | (5000)   | 1945       |
| Juventud Ind.    | San Juan Opico | Estadio Municipal           | (5000)   | 1943       |
| Santa Tecla      | Santa Tecla    | Estadio Las Delicias        | (10000)  | 2007       |
| UES              | San Salvador   | Estadio Universitario       | (10000)  | 1987       |

## Apertura 2012
|                        | Pos. | Squadra          | Pt | G | V | N | P | GF | GS | DR  |
| ---------------------- | ---- | ---------------- | -- | - | - | - | - | -- | -- | --- |
| El Salvador (bandiera) | 1.   | Alianza          | 10 | 5 | 3 | 1 | 1 | 14 | 5  | +9  |
|                        | 2.   | Isidro Metapán   | 10 | 5 | 3 | 1 | 1 | 12 | 7  | +5  |
|                        | 3.   | Águila           | 9  | 5 | 3 | 0 | 2 | 7  | 4  | +3  |
|                        | 4.   | Luis Ángel Firpo | 7  | 5 | 2 | 1 | 2 | 7  | 6  | +1  |
|                        | 5.   | FAS              | 7  | 5 | 2 | 1 | 2 | 6  | 5  | +1  |
|                        | 6.   | Atlético Marte   | 7  | 5 | 2 | 1 | 2 | 7  | 8  | -1  |
|                        | 7.   | Santa Tecla      | 7  | 5 | 2 | 1 | 2 | 8  | 11 | -3  |
|                        | 8.   | UES              | 6  | 5 | 1 | 3 | 1 | 4  | 6  | -2  |
|                        | 9.   | Juventud Ind.    | 5  | 5 | 1 | 2 | 2 | 9  | 12 | -3  |
|                        | 10.  | Once Municipal   | 1  | 5 | 0 | 1 | 4 | 4  | 14 | -10 |